# Kelly Herndon
Kelly Errin Herndon (* 3. November 1976 in Bedford, Ohio) ist ein ehemaliger US-amerikanischer American-Football-Spieler. Er spielte auf der Position des Cornerbacks in der National Football League (NFL), XFL und NFL Europe (NFLE).

## Karriere
Herndon spielte von 1995 bis 1998 College Football an der University of Toledo für die Toledo Rockets.
1999 wurde Herndon als Undrafted Free Agent von den San Francisco 49ers verpflichtet. Dort wurde er aber vor Saisonbeginn entlassen. 2000 spielte er bei den Barcelona Dragons in der NFL Europe. Auch die Offseason 2000 verbrachte er bei den 49ers. 2001 spielte er mit den Las Vegas Outlaws in der XFL. Nach Ende der XFL-Saison verpflichteten ihn die New York Giants. Am 27. August 2001 entließen sie ihn, hoben aber kurz darauf die Entlassung auf. Am 3. September 2001 wurde er schließlich endgültig entlassen. Im Anschluss wurde er für die Saison 2001 von den Denver Broncos für deren Practice Squad verpflichtet. 2002 schaffte er es in deren Kader und spielte 14 Spiele, hauptsächlich in den Special Teams. 2003 spielte er in 15 Spielen, elf davon von Beginn an, und war auch 2004 Starter. 2005 verpflichteten die Seattle Seahawks Herndon als Free Agent. Er erhielt einen Fünfjahresvertrag über 15 Millionen US-Dollar. Mit den Seahawks gelangte er bis in den Super Bowl XL, wo er einen Pass von Ben Roethlisberger abfing und über 76 Yards bis zur 20-Yard-Line zurücktrug, was ein neuer, mittlerweile gebrochener, Super-Bowl-Rekord war und den einzigen Touchdown der Seahawks in der Super-Bowl-Niederlage vorbereitete. Auch 2006 spielte er bei den Seahawks und trug ein geblocktes Fiel Goal gegen die Kansas City Chiefs zu einem Touchdown zurück. Er startete alle Spiele in dieser Saison, verletzte sich aber im letzten Saisonspiel. Am 1. Juni 2007 wurde er von den Seahawks entlassen. Am 10. Juni 2007 verpflichteten ihn die Tennessee Titans für drei Jahre. Dort spielte er jedoch nur vier Spiele und wurde am 7. März 2008 entlassen.